# Ephippiandra domatiata
Ephippiandra domatiata är en tvåhjärtbladig växtart som beskrevs av D.H. Lorence. Ephippiandra domatiata ingår i släktet Ephippiandra och familjen Monimiaceae. Inga underarter finns listade i Catalogue of Life.